# Johann Ulrich Schiess (Politiker, 1711)

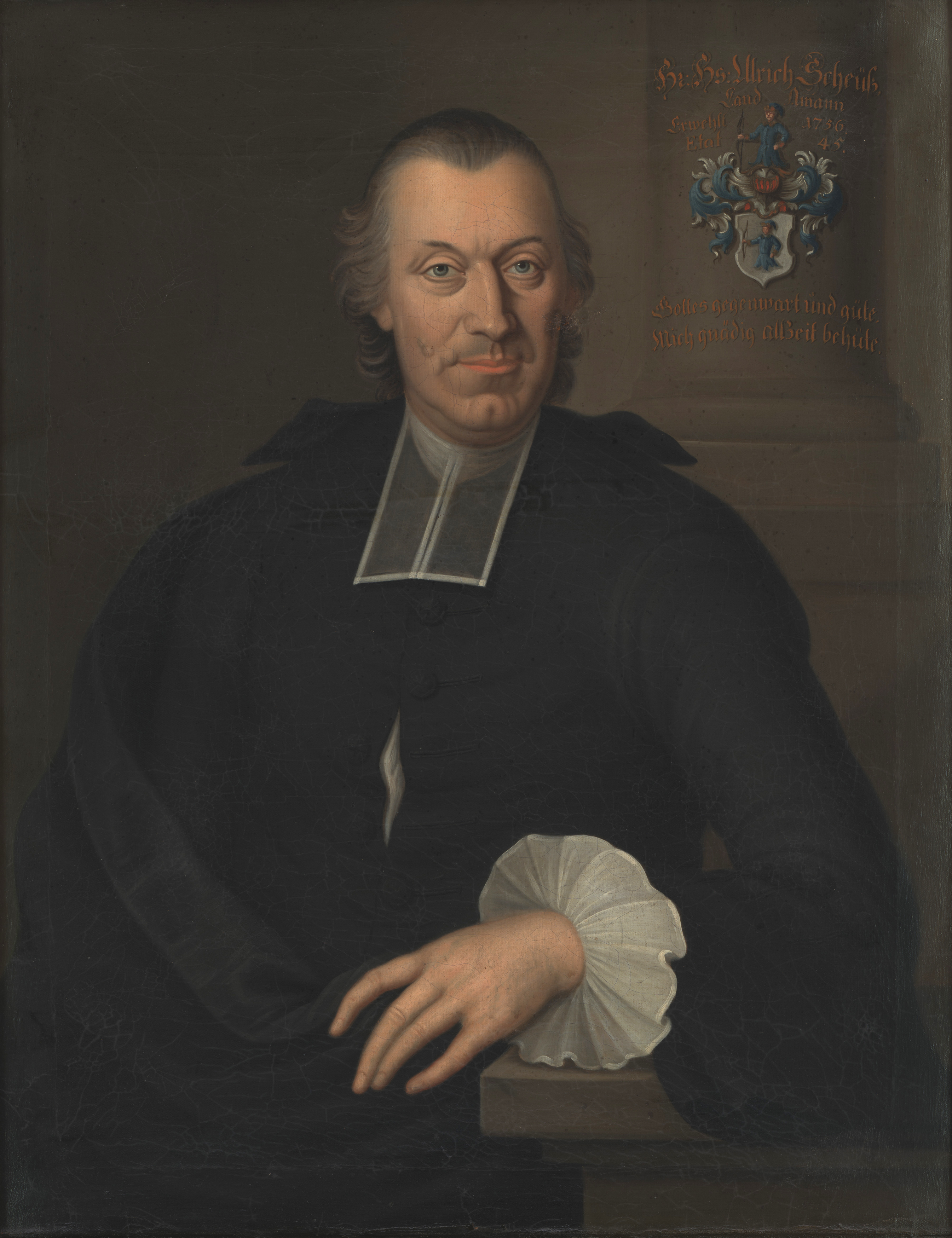
Johann Ulrich Schiess, Gemälde ca. 1756

Johann Ulrich Schiess (* 27. Februar 1711 in Herisau; † 11. März 1775 in Herisau; heimatberechtigt in Herisau) war ein Schweizer Textilunternehmer, langjähriges Mitglied des Kleinen Rats, Landammann und Tagsatzungsgesandter aus dem Kanton Appenzell Ausserrhoden.

## Leben
Johann Ulrich Schiess war ein Sohn von Johann Ulrich Schiess, Gemeindehauptmann und Wirt des Gasthauses Krone, und der Sibilla Loser. Im Jahr 1730 heiratete er Anna Sturzenegger, Tochter von Bartholome Sturzenegger. Eine zweite Ehe ging er 1735 mit Katharina Barbara Tanner, Tochter des Bartholome Tanner, Landesseckelmeister, ein. Er wirtete im Gasthaus Krone. Später war er erfolgreicher Textilkaufmann sowie Besitzer der Alp Kleinwald.
1739 war er Ratsherr in Herisau. Von 1747 bis 1749 amtierte er als Ausserrhoder Landesfähnrich und von 1749 bis 1756 als Landeshauptmann. Ab 1756 bis 1769 war er elfmal Tagsatzungsgesandter. Schiess trug als Landammann in den Jahren 1756 bis 1772 viel zur Beruhigung der Lage nach dem Ausserrhoder Landhandel von 1732 bis 1734 bei.